# Neptis pryeri
Neptis pryeri är en fjärilsart som beskrevs av Butler 1871. Neptis pryeri ingår i släktet Neptis och familjen praktfjärilar. Inga underarter finns listade i Catalogue of Life.

## Bildgalleri

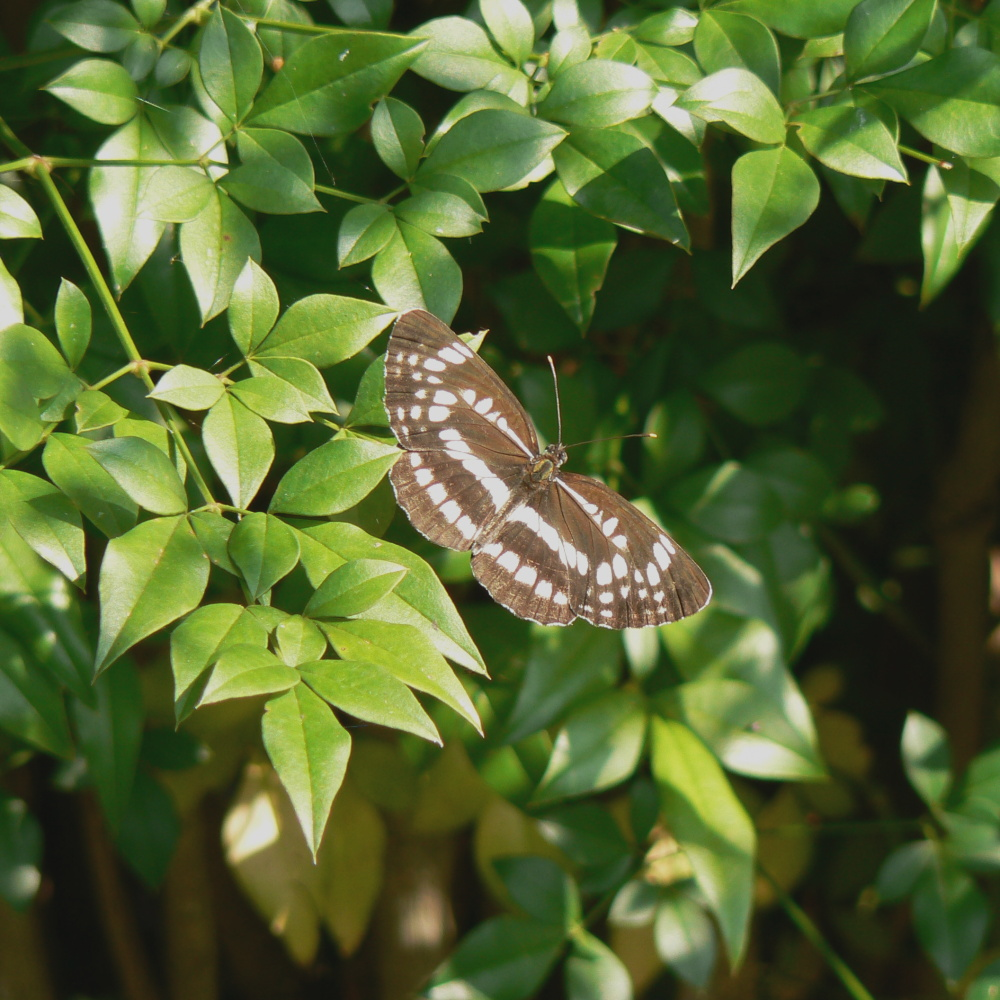
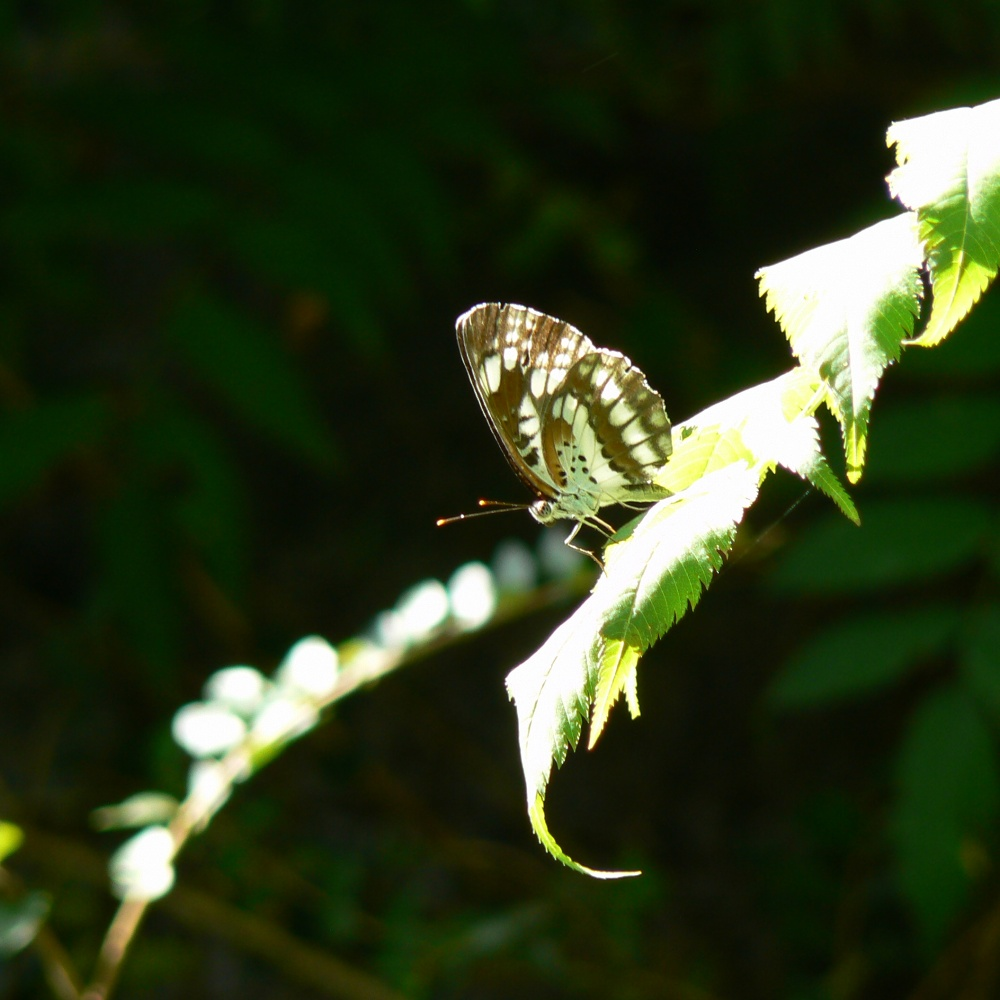
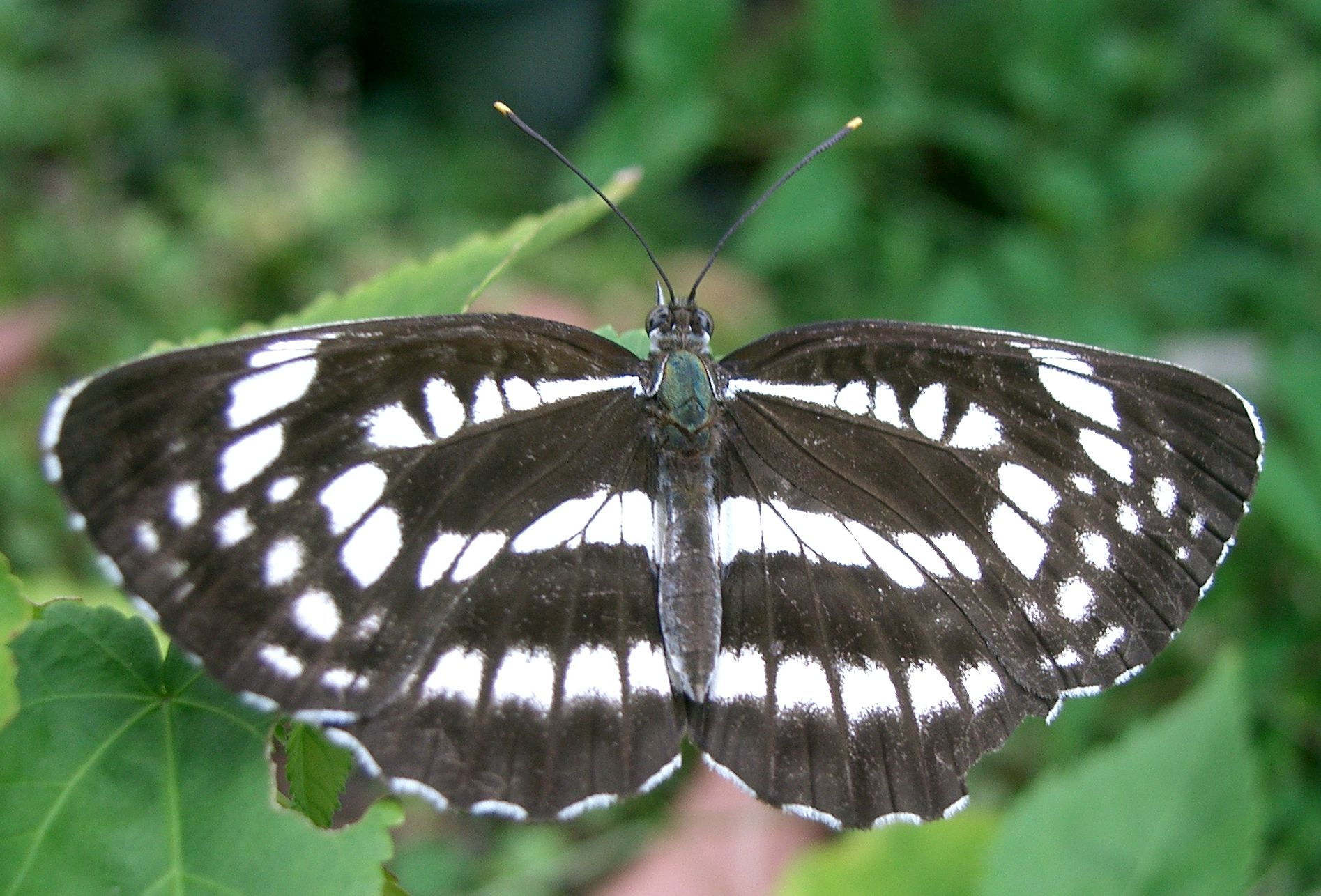